# Jamaikanische Badmintonmeisterschaft 1962
Die Jamaikanische Badmintonmeisterschaft 1962 fand in Kingston statt. Es war die 15. Austragung der nationalen Titelkämpfe im Badminton von Jamaika.

## Titelträger
| Disziplin    | Sieger                              |
| ------------ | ----------------------------------- |
| Herreneinzel | Ernest Hew                          |
| Dameneinzel  | Barbara Tai Tenn Quee               |
| Herrendoppel | Keith Palmer Nigel Casserley        |
| Damendoppel  | Mary Savage Barbara Tai Tenn Quee   |
| Mixed        | Brendan Clear Barbara Tai Tenn Quee |